# Пятак, Диана Евгеньевна
Диана Евгеньевна Пятак (род. 28 апреля 2000, Ставропольский край, Россия) — российский боксёр-любитель и боец рукопашного боя, выступающая в тяжёлой весовой категории. Мастер спорта России по боксу и по рукопашному бою (2022), член сборной России по боксу и национальной сборной России по рукопашному бою.
Бронзовый призёр чемпионата мира среди женщин (2023), чемпионка России (2022), двукратный бронзовый призёр чемпионатов России (2023, 2024), обладательница Кубка мира нефтяных стран (2021), серебряный призер Кубка мира нефтяных стран (2022), трехкратный серебряный призёр чемпионата России среди молодёжи (2016, 2017, 2018) в любительском боксе.
Четырёхкратная победительница Первенства мира (2017, 2018, 2019, 2022), двукратная обладательница Кубка мира (2021), двукратная чемпионка России (2018, 2021), серебряный призер чемпионата России (2018) по рукопашному бою.

## Биография
Родилась 28 апреля 2000 года в Ставропольском крае, в России. Сегодня она проживет в городе Радужный, в Ханты-Мансийском АО — Югра.
В детстве она занималась танцами, и ходила в художественную школу.

## Любительская карьера в боксе
Трижды становилась серебряным призёром молодежного чемпионата России среди девушек (2016, 2017, 2018).
Например в феврале 2018 года стала серебряным призёром на молодежном чемпионате России среди девушек, в финале проиграв Анастасии Шамоновой.

### 2022—2023 годы
В октябре 2022 года стала чемпионкой России в весе свыше 81 кг на чемпионате России среди женщин в Краснодаре, в финале победив опытную Татьяну Богданову.
В марте 2023 года стала бронзовым призёром на чемпионате мира среди женщин в Нью-Дели (Индия), в весовой категории свыше 81 кг, где она в полуфинале по очкам (0:5) проиграла опытной марокканке Хадидже Эль-Марди.
В ноябре 2023 года, в Уфе стала бронзовым призёром чемпионата России в весе свыше 81 кг, в полуфинале по очкам 0:5 проиграв Кристине Ткачёвой.